# Жиланди (Сандиктауський район)
Жиланди́ (каз. Жыланды) — село у складі Сандиктауського району Акмолинської області Казахстану. Входить до складу Веселівського сільського округу.
Населення — 174 особи (2021; 206 у 2009, 282 у 1999, 271 у 1989).
Національний склад станом на 1989 рік:
- казахи — 100 %.

У радянські часи село називалось Амангельди.